# فروشگاه کلاهدوزی
فروشگاه کلاهدوزی (انگلیسی: The Millinery Shop) نقاشی رنگ روغن بر روی بوم کرباس از نقاش فرانسوی امپرسیونیسم، ادگار دگا است. نقاشی نشانگر زن جوان نشسته در کنار یک میز فروشگاه لوازم زینتی و البسه زنانه است که به دقت در حال بررسی یک کلاه زنانه است. دیدگاه صحنه از یک زاویه بالا انتخاب گردیده است. دگا طرح‌های دیگری نیز با همین مضمون داشته است اما این طرح وی، بزرگترین و تنها اثر مقیاس بزرگ او در رابطه همین موضوع می باشد.